# Kristoffer Klaesson
Kristoffer Klaesson (27 november 2000) is een Noors voetballer die als keeper speelt. Hij verruilde Vålerenga IF in juli 2021 voor Leeds United.

## Clubcarrière
In juni 2016 tekende Klaesson op 15-jarige leeftijd zijn eerste professionele contract bij Vålerenga IF. Hij debuteerde in 2019 in het eerste elftal van de club. In juli 2021 maakte hij de overstap naar Leeds United.

## Clubstatistieken
| Seizoen | Club         | Competitie  | Competitie | Competitie | Beker | Beker | Internationaal | Internationaal | Overig | Overig | Totaal | Totaal |
| Seizoen | Club         | Competitie  | Wed.       | Dlp.       | Wed.  | Dlp.  | Wed.           | Dlp.           | Wed.   | Dlp.   | Wed.   | Dlp.   |
| ------- | ------------ | ----------- | ---------- | ---------- | ----- | ----- | -------------- | -------------- | ------ | ------ | ------ | ------ |
| 2019    | Vålerenga IF | Eliteserien | 12         | 0          | 0     | 0     | -              | -              | 0      | 0      | 12     | 0      |
| 2020    | Vålerenga IF | Eliteserien | 4          | 0          | 0     | 0     | -              | -              | 0      | 0      | 4      | 0      |
| Totaal  | Totaal       | Totaal      | 16         | 0          | 0     | 0     | -              | -              | 0      | 0      | 16     | 0      |

Bijgewerkt op 27 juni 2020.
1 Meslier ·
2 Bogle ·
3 Firpo ·
4 Ampadu  ·
5 Struijk ·
6 Rodon ·
7 James ·
8 Rothwell ·
9 Bamford ·
10 Piroe ·
11 Aaronson ·
14 Solomon ·
17 Ramazani ·
19 Joseph ·
21 Cairns ·
22 Tanaka ·
23 Guilavogui ·
25 Byram ·
26 Darlow ·
29 Gnonto ·
30 Gelhardt ·
33 Schmidt ·
37 Debayo ·
39 Wöber ·
42 Chambers ·
44 Groejev ·
50 Crew ·
Coach: Farke